# Louise Gagnon-Arguin
 (mars 2011).
Si vous disposez d'ouvrages ou d'articles de référence ou si vous connaissez des sites web de qualité traitant du thème abordé ici, merci de compléter l'article en donnant les références utiles à sa vérifiabilité et en les liant à la section « Notes et références ».
 (novembre 2020).
Louise Gagnon-Arguin née en 1941 est une archiviste canadienne.

## Biographie
Titulaire d’un Ph. D . en histoire de l’Université Laval, elle est professeure associée à l'École de bibliothéconomie et des sciences de l'information de l'Université de Montréal.
Elle a reçu le Prix Jacques-Ducharme en 1996, 1999 et 2001, le prix du membre émérite de l'Association des archivistes du Québec en 1990 et le prix annuel du meilleur article de la revue Archives en 2005.